# Kön

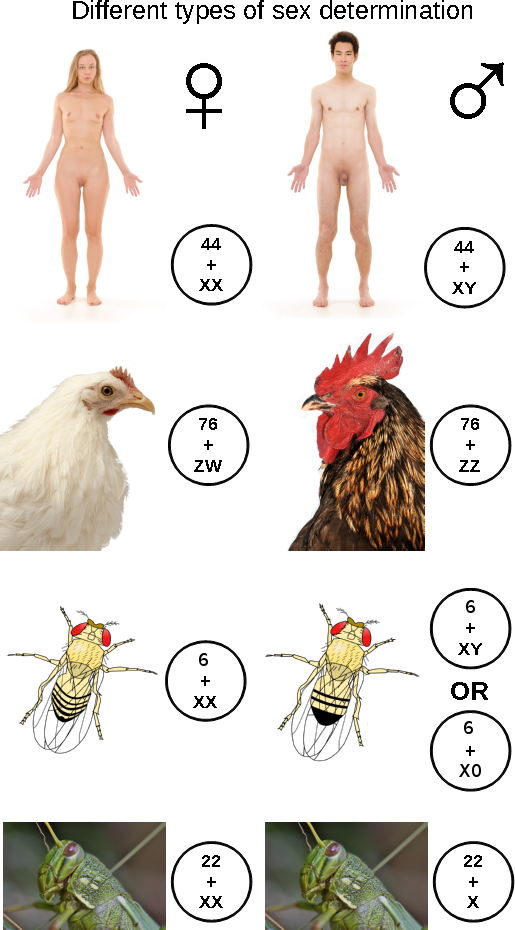
Olika typer av kromosombaserade könsbestämningssystem.

Kön är en beteckning som används för att bland arter som fortplantas genom sexuell förökning skilja på individer beroende på vilken typ av könsceller de producerar. De individer som producerar ägg kallas honor (honkön) och de som producerar spermier kallas hannar (hankön). Växter kan ha han- och honkönsceller på samma individ. Svampar kan ha upp till fyra kön. Hos dem är könen egenskaper hos myceltrådarna, hyferna.
Kön och sexuell förökning (anisogami) uppstod för omkring en miljard år sedan, från arter isogamitisk förökning. Man tror att en av orsakerna till att det uppstod och fortfarande är en framgångsrik fortplantningsmetod är att den sammansmältning av två könsceller som sker vid befruktningen underlättar en bred variation hos avkomman, underlättar spridandet av framgångsrika egenskaper och motverkar spridandet av mindre framgångsrika egenskaper.
Bland tvåkönade arter finns tre kriterier för klassifikation av biologiskt kön. Det kromosomala könet för människan anger huruvida individen har karotypen XX eller XY. Gonadkönet är huruvida individen har äggstockar eller testiklar som gonader. Det fenotypiska könet är det kön som individen har till det yttre, ifråga om yttre könsorgan, ansiktsdrag och sekundära könskarakteristika. Individer inom dessa tvåkönade arter kan avvika från mallen och i varierande grad vara intersexuella.
Hos tvåkönade arter förekommer ofta könsroller, det vill säga beteenden eller sociala roller som förknippas med det ena eller det andra könet. Sådana beteenden och roller kan handla om uppvaktning och strukturer för partnerval, statusskapande och -relaterade handlingar, arbetsfördelning ifråga om vård av avkomma och anskaffning av föda.

## Sexuell förökning
Sexuell förökning är den typ av fortplantning som sker när två könsceller, oftast från två olika individer, slås ihop för att bilda en ny individ. Nästan alla organismer som är tillräckligt stora för att ses med blotta ögat har sexuell förökning, även om vissa även kan föröka sig asexuellt. Det finns ett flertal olika system för sexuell förökning.
Sexuell förökning är en process som är exklusiv för eukaryoter, organismer vars celler innehåller cellkärnor och mitokondrier. Förutom djur ägnar sig även växter och svampar åt sexuell förökning.
Djurrikets honor producerar ägg medan hannarna producerar spermier. Kön finns också hos växter. Växter som har både han- och honkönsceller inom samma blommor kallas monokliner. De som har separata, enkönade han- och honblommor där båda slagen finns på samma individ kallas sambyggare (monoika växter). Växter med han- och honblommor på olika individer kallas tvåbyggare (dioika växter). Växterna behöver hjälp av väder och vind och/eller andra organismer (till exempel bin) för att förena hanceller från en individ med honceller från en annan, så att frön för nya individer kan bildas. Svampar kan ha upp till fyra kön. Hos dem är könen egenskaper hos myceltrådarna, hyferna. Om två hyfer av olika kön möts kan de smälta samman och bilda en fruktkropp, som växer fram och sprider sporer för bildning av nya mycel. Kön hos svampar kallas också parningstyper.
Det som anses sätta gränserna vid sexuell förökning är skillnaderna mellan könscellerna och befruktningens binära natur. En art med fler könsceller än två skulle fortfarande anses ha en sexuell förökning. Man har ännu inte funnit någon art med en tredje form av könsceller hos flercelliga djurarter.

## Könen i evolutionen
Sexuell förökning uppträdde första gången för en miljard år sedan, hos encelliga eukaryoter. Vad som orsakade denna första utveckling av kön, och därmed systemet med sexuell förökning, och varför det har överlevt till våra dagar är fortfarande föremål för debatt. En del av de många troliga teorierna inkluderar bland annat att sexuell förökning skapar variation hos avkomman, sexuell förökning är till hjälp för att sprida framgångsrika nedärvda egenskaper och det motverkar också nedärvning av mindre framgångsrika egenskaper.

## Könsbestämningssystem
Det här avsnittet är helt eller delvis baserat på material från  engelskspråkiga Wikipedia, Sex-determination system, 23 mars 2014.
Den enklaste formen av sexualsystem är ett där alla individer är hermafroditer, det vill säga inte har specialiserat kön utan producerar både hanceller och honceller. Så fungerar det för en del djur och majoriteten av alla blommande växter. Men i många fall har specialiseringen av kön gått längre, och lett till att vissa individer producerar enbart han- eller honceller. De biologiska orsakerna till att en individ utvecklas åt ett visst köns håll kallas könsbestämning.
Majoriteten av de arter som har specialiserade kön har ett sexualsystem där individerna är antingen honor eller hannar. Ett fåtal undantag finns, exempelvis hos rundmaskar Caenorhabditis elegans där de två könen är hannar respektive hermafroditer.
Det händer att en individ utvecklas till ett mellanting mellan hona och hane, ett tillstånd kallat intersexualism. Ibland kallas intersexuella människor "hermafroditer". Till skillnad från biologiska hermafroditer är intersexuella individer ovanliga och är typiskt sett inte fertila både som honor och hannar.
Könsbestämningen kan vara beroende av miljöfaktorer eller av genetiskt arv. Vid icke-genetisk icke-kromosombaserad könsbestämning påverkas eller ändras individens kön baserat på miljöfaktorer, exempelvis temperatur (bland amnioter), pH-värde, tillgången på föda, populationens storlek eller könsbyte vid en viss ålder.
Den genetiskt baserade könsbestämningen fungerar på olika sätt hos olika arter. Den mest grundläggande könsfaktorn är könskromosomerna, som i sin tur påverkar könshormon. Hos arter med sexuell förökning finns kromosomerna parvis lika, dock med små individuella skillnader. Den ena (slumpvis utvald) av varje kromosompar överförs till en avkomma, vilket skapar variation mellan syskon hos avkommans gener. Avkomman får för varje kromosompar en kromosom från varje förälder.
Hos vissa arter, bland annat däggdjur, är honan av homogametriskt kön och hannen av heterogametiskt kön. Hos honan är könskromosomerna då parvis lika, och kallas x-kromosomer (xx-par). Den ena könskromosomen är avvikande och kallas y-kromosom (xy-par). Vid förökning avgörs könet av huruvida det är en x-kromosom eller y-kromosom som fadern ger. Detta så kallade XY-könsbestämningssystem förekommer förutom hos alla däggdjur även bland vissa insekter (drosophila) och växter (ginkgo).
Exempel på andra kromosombaserade könsbestämningssystem är ZW-systemet (förekommer hos fåglar, vissa fiskar, kräftdjur, insekter och reptiler) och Z0-systemet (hos nattfjärilar). Haploiditetssystem förekommer hos bland annat steklar (myror och bin), och karaktäriseras av att hannar är haploida och honor diploida.

## Människan
Det här avsnittet är helt eller delvis baserat på material från  engelskspråkiga Wikipedia, Sex differences in humans, 29 mars 2014.
Det här avsnittet är helt eller delvis baserat på material från  engelskspråkiga Wikipedia, Sexual dimorphism#Humans, 3 mars 2016.
När det gäller biologiska skillnader mellan könen skiljer man mellan primära och sekundära könskarakteristika. De primära könskarakteristika handlar väsentligen om medfödda biologiska egenheter, medan de sekundära om sådant som utvecklas vid puberteten.

### Primära könskarakteristika
Hos människor avgörs biologiskt kön av fem medfödda faktorer: könskromosomer (två x-kromosomer för kvinnor, en x- och en y-kromosom för män, specifikt Y-kromosomens SRY-gen som ger upphov till SRY-proteinet), typ av könskörtel, könshormoner, den inre reproduktiva anatomin (såsom livmodern hos kvinnor) och de yttre könsorganen.
I allmänhet är dessa fem faktorer antingen samtliga "manliga" eller samtliga "kvinnliga". Vid olika typer av intersexuella tillstånd är en eller flera av de uppräknade faktorerna inte entydigt "kvinnliga" eller "manliga". Vad gäller krönskromosomer kan kromosomuppsättningen XXY resultera i Klinefelters syndrom (en man med kvinnliga drag), och X i Turners syndrom (kvinna med bristande/utebliven pubertetsutveckling). CAIS (Complete androgen insensitivity syndrome(en)) är en kvinna som har manlig kromosomuppsättning XY, men eftersom receptorerna inte kan svara på testosteron så utvecklas personen i kvinnlig riktning. Organen utvecklas inte fullständigt och de är infertila. CAIS är en av flera former av Androgenokänslighet.

#### Fysiologi
Det här avsnittet är helt eller delvis baserat på material från  engelskspråkiga Wikipedia, Sex differences in human physiology, 29 mars 2014.
Könsskillnader i människans fysiologi kan förklaras med skillnader i hormonproduktion och hormonbalans. Skillnaderna mellan män och kvinnor när det gäller könshormoner (bland annat hög och jämn halt av testosteron och dihydrotestosteron för män, högre och cyklisk halt av östrogen och progesteron för kvinnor) leder till skillnader i ämnesomsättning, blodvärden, kroppsfett, kroppsbehåring och muskeltillväxt. Testosteronnivån är emellertid inte enbart biologiskt betingad, och både påverkar och påverkas av beteendet, eftersom den ökar både hos män och kvinnor som följd av en tävlingsinriktad livssituation.

#### Anatomi

Fördelning av kroppslängd i Sverige 2010/2011.

Anatomiskt mognar pojkar och flickor i ungefär samma takt fram till en ålder av cirka 7 år, men vid 8 års ålder börjar flickor en tillväxtspurt då längd, vikt och hjärnstorlek accelererar, medan pojkarnas tillväxtspurt kommer något senare[när?]. Tillväxttakten för flickor saktar av vid en ålder av 14 eller 15, medan pojkarna fortsätter att växa ytterligare en liten tid[hur lång tid??].
Detta innebär att flickor är i genomsnitt längre än pojkar vid början av tonåren, medan vuxna män är i genomsnitt 15 cm (eller 9 %) längre än kvinnor och 12 kg (eller 15 %) tyngre än kvinnor (USA 1960-2002), och har större muskelmassa. Kvinnor har i genomsnitt 43-63% lägre överkroppsstyrka än män, och 25-30% lägre underkroppsstyrka än män. Kvinnors maximala överkroppsstyrka är 10-20% lägre än mäns maximala överkroppsstyrka. Genomsnittlig arm- och benstyrka är emellertid nära nog identisk mellan män och kvinnor av samma kroppsstorlek. Skillnaderna är avsevärt mindre än för andra primater.

#### Könsorgan
Inre könsorgan hos kvinnor består av: äggstockar (producerar könsceller och könshormon), äggledare (leder ägg till livmodern för befruktning), livmoder (skyddar ett växande foster), slida (införandekanal för spermier, har även sexuell känsel och svällkroppar). De yttre könsorganen består av: inre och yttre blygdläppar (skyddar slidkanalen och är känsliga för beröring vid sexuell stimulans och klitorisollonet (organ för sexuell stimulans).
Mannens inre könsorgan består av: Prostata (producerar sekret), sädesblåsa (samlar spermier och sekret), sädesledare (leder spermier och sekret från sädesblåsa till mynning på penis). De yttre könsorganen består av: testiklar (producerar spermier och könshormon), pung (skyddar testiklar), penis (organ för införande av spermier i slida, har även sexuell känsel och svällkroppar), ollon (spetsen på penis, organ för sexuell stimulans).

### Sekundära könskarakteristika
Sekundära könskarakteristika är sådana som börjar utvecklas vid ingången till puberteten i respons på en förändrad profil av könshormonerna (progesteron, östrogen, testosteron och dihydrotestosteron). Normalvariationen på dessa hormoner är dels mycket stora, dels mycket könsspecifika.
För kvinnor leder puberteten normalt sett till menstruation samt större byst, en mer timglasformad figur med mindre midja-höftkvot, längre maximal hårlängd, ljusare röstklang, mindre längdtillväxt, mindre kroppsstorlek och mer fett som lagras i skinkor, lår och höfter än hos män.
För män leder puberteten normalt sett till mer kroppshår, ansiktshår, högre hårfäste, mörkare röstklang, mer muskelmassa och muskelstyrka, bredare axlar, högre midja-höftkvot och större tendens till bukfetma.
Den genomsnittliga basala ämnesomsättningen är cirka 6 procent högre hos unga män än kvinnor och ökar till cirka 10 procent högre efter puberteten. Kvinnor tenderar att omvandla mer mat till fett, medan män omvandla mer till muskler och energireserver. Kvinnor har därmed i genomsnitt 40–60 % av männens muskelstyrka i överkroppen och 70–75 % av underkroppsstyrkan. Den relativa skillnaden i styrka i förhållande till kroppsmassa är mindre påtaglig, särskilt hos tränade individer. I tyngdlyftning varierar manliga prestationer från 5,5 x kroppsmassan i den lägsta viktklassen till 4,2 × kroppsmassan i den högsta viktklassen, medan kvinnliga resultat varierar från 4,4 x till 3,8 x kropssmassan, en viktjusterad skillnad på bara 10–20 %, och en absolut skillnad på cirka 30 % (dvs 472 kg vs 333 kg för obegränsad viktklass).

### Övriga biologiska könsskillnader

#### Hjärnan
De genomsnittliga anatomiska skillnaderna mellan kvinnors och mäns hjärnor är mycket små i jämförelse med de individuella skillnaderna, och i jämförelse med de genomsnittliga anatomiska skillnaderna i kroppsstorlek. De består i att mäns storhjärna i genomsnitt är 8-10 % större än kvinnors. Män har genomsnittligen  4 % fler hjärnceller än kvinnor och 100 gram mer hjärnvävnad medan kvinnor har något större hjärna än män i förhållande till kroppsvikt om man generaliserar.
Enligt psykiatern Markus Heilig finns det däremot stora skillnader när det gäller mäns och kvinnors hjärnstruktur. Psykologen och läkaren Raquel Gur (verksam vid University of Pennsylvania) har undersökt hjärnor hos 949 försökspersoner där hon och hennes forskarkollegor kunde visa att mäns och kvinnors hjärnor visar tydliga skillnader angående vilka områden i hjärnan som var sammankopplade: medan de manliga hjärnorna uppvisade många sammankopplingar inom samma hjärnhalva, uppvisade de kvinnliga hjärnorna fler kopplingar mellan hjärnhalvorna. Enligt Gur betyder dessa resultat att mäns hjärnor är bättre anpassade för att röra sig koordinerat medan kvinnors hjärnor är bättre anpassade för att kombinera analytisk bearbetning av information med intuition. Enligt Markus Heilig stämmer dessa resultat väl överens med tester som har visat att kvinnor är bättre på att komma ihåg exempelvis ord och ansikten medan män är bättre på att orientera sig och att kombinera kroppslig rörelse och sinnesintryck, vilket enligt Heilig ger män tydliga fördelar i sporter som t ex baseboll där det krävs en "god sensorimotor-koordination". Gur förklarar skillnaderna mellan män och kvinnor evolutionärt och antar att de finns eftersom de gör att män och kvinnor kompletterar varandra och att detta har hjälpt mänskligheten att överleva. Markus Heilig drar en liknande slutsats och menar att mäns hjärnor blev specialiserade på att kunna styra musklerna effektivt medan kvinnors hjärnor specialiserade sig på att fungera bättre i sociala sammanhang vilket hjälpte att organisera en större grupp människor.
I kvinnors temporallob sitter neuronerna genomsnittligen mer kompakt, särskilt i hjärnans språkcentra. Mäns hjärnaktivitet är något mer koncentrerad till den vänstra hjärnhalvan än för kvinnor vars aktivitet är mer jämnt fördelad mellan hjärnhalvorna. Den vänstra hjärnhalvan innefattar medvetande och analytisk förmåga (språk och matematik till exempel) medan den högra enbart undermedvetna tankeprocesser, helhetsuppfattning och spatial (rumslig) orienteringsförmåga, inklusive konstnärlighet och kreativitet. Forskare har även kommit fram till att kvinnor genomsnittligen har ungefär 4 % högre andel vit hjärnsubstans i förhållande till grå hjärnsubstans än vad män har. Grå hjärnsubstans används för att gå igenom information medan vit hjärnsubstans används för att koppla ihop olika processcentra. Mängden grå hjärnsubstans hos en individ är korrelerad med individens g-faktor (som mäts med IQ-tester). Om man tar hänsyn till genomsnittliga skillnader i total hjärnvolym är emellertid de genomsnittliga könsskillnaderna i total mängd grå hjärnsubstans försumbara, och de anatomiska skillnaderna på gruppnivå tycks inte ge upphov till könsskillnader i g-faktor i motsvarande grad, som framgår nedan.
Forskning har visat att den del av hjärnan som hanterar känslor i genomsnitt är mindre hos män än hos kvinnor. Forskare på University of Pennsylvania Medical Center menar att dessa resultat kan förklara genomsnittliga könsskillnader när det gäller hanterandet av känslor och varför det är vanligare att män är aggressiva än kvinnor. Ett forskarlag vid Yale University har forskat inom samma område och menar att deras resultat bekräftar tidigare rapporter om könsmässiga skillnader i strukturen hos den främre hjärnbarken, och att normala variationer i den ventromediala prefrontala cortex (VMPC) är systematiskt relaterade till regleringen av känslor och individuella känslomässiga skillnader. Mellan män och kvinnor skiljer sig VMPC som hanterar risker, faror och beslutsfattande statistiskt sett på så vis att den har olika symmetri för de olika könen. Hos kvinnor är den vänstra delen kritisk medan den högra är kritisk hos män. Det antyder att flertalet män och kvinnor använder olika sätt för att lösa liknande problem.
Corpus Callosum, hjärnbalken, är en aning större hos en genomsnittlig man än kvinna. Den sägs även ha en mer rör-liknande form, medan kvinnans hjärnbalk är bredare och "kupigare" om man generaliserar.

#### Livslängd
| Antal döda män och kvinnor i Sverige                                                                                         |
| --- |
| Antal personerår20 00025 00030 00035 00040 00045 00050 00055 0001749-01-011854-01-011959-01-01Deaths - menDeaths - womenData |

Kvinnor tenderar att insjukna senare i hjärt- och kärlsjukdomar än män. Det anses vara huvudförklaringen till att kvinnor i åldern 50-70 år har lägre dödlighet än män i samma ålder, sedan andra halvan av 1800-talet i I-världen. Dessförinnan var andra dödsorsaker, exempelvis infektioner, vanligare, och då var dödsfrekvensen i det åldersspannet ungefär samma för män och kvinnor.
Skillnaden i medellivslängd (återstående livslängd vid födseln) mellan män och kvinnor ökade ytterligare under senare halvan av 1900-talet, men har minskat något på senare år. Kvinnor lever i genomsnitt 4,7 år längre än män globalt, och 3,3 år längre i Sverige (2015).

### Psykologi
Det här avsnittet är helt eller delvis baserat på material från  engelskspråkiga Wikipedia, Sex differences in human psychology, tidigare version.

#### Beteende
Exempel på stora genomsnittliga beteendeskillnader som kan observeras i samhället mellan könen rör skillnader i kriminalitet, riskvillighet (92 procent av dödsoffren för arbetsplatsolyckor i USA är män), aggression, yrkesval, olika prioriteringar av familj och förvärvsarbete, tendens att gråta samt onanifrekvens. Endast små skillnader i kognitiva förmågor har kunnat uppmätas, exempelvis spatial orienteringsförmåga, språk och aktivitetsnivå, se nedan.
Forskning visar att skillnader mellan individers personlighetstyper och beteenden beror på ett samspel mellan arv och miljö. I hur hög grad även genomsnittliga beteendeskillnader på gruppnivån mellan kvinnor och män beror på medfödda faktorer respektive inlärning har varit omdebatterat under historien. Uppfattningen att  beteendeskillnaderna mellan män och kvinnor väsentligen enbart skulle vara ett resultat av inlärda könsroller och socialt kön förekommer idag bland vissa sociologer och psykologer. Vissa av dessa menar att den sociala miljön och beteendet kan påverka könshormonerna mer än det omvända - exempelvis kan testosteronnivån sjunka hos män som tar hand om sina spädbarn, och den kan öka både hos kvinnor och män som är i en konkurrenssituation, exempelvis en skilsmässa. Andra forskare menar att löneskillnader mellan män och kvinnor beror på skillnader mellan mäns och kvinnors intresseområden och omvårdande förmåga och att dessa skillnader både har kulturella förklaringar och beror på skillnader i könshormoner under uppväxten. Åter andra forskare och debattörer menar att medfödda beteendeskillnader finns men att löneskillnader beror på andra faktorer, eller att medfödda biologiska skillnader är för små för att förorsaka de skillnader som finns i beteendet.

##### Risktagande
Ett forskarlag med forskare från Kina och USA har upptäckt skillnader i hur delar av mäns och kvinnors hjärnor arbetar med processer som innefattar risktagande moment. Dessa skillnader ses av dem som en möjlig förklaring till varför fler män än kvinnor är riskbenägna i samma situation. Vid fara har det vid hjärnscanning visat sig att män har mer hjärnaktivitet i de delar av hjärnan som utreder handlande medan kvinnor visade mer aktivitet i den del av hjärnan som behandlar känslor. Män är kraftigt överrepresenterade i nästan samtliga olyckstyper, skadeområden och åldersgrupper.

##### Självmordsfrekvens
I alla länder i världen (dock ej i Kinas tätbebyggda delar) avlider fler män än kvinnor av självmord. Exempelvis dog 1072 män och 451 kvinnor i Sverige av självmord år 2012, det vill säga en faktor 2,4 gånger så många. Skillnaden var en faktor 2,7 år 2002, och var ändå större längre tillbaka i historien.
Å andra sidan är mängden självmordsförsök högre bland kvinnor än män. En man som gör självmordsförsök har fyra gånger så stor sannolikhet att avlida än en kvinna enligt internationella studier. Detta kan tolkas som att kvinnliga självmordsförsök i högre grad kan vara rop på hjälp snarare än en verklig vilja att avsluta sitt liv.

##### Ätande
En studie från USA har visat att fler kvinnor har svårt att kontrollera sin hunger. Kvinnorna hade mindre hjärnaktivitet i regioner i hjärnan som ska kontrollera hungern då de utsattes för godsaker.

##### Gråt och oroskänsla
En forskningsöversikt från 2009 visar att kvinnor gråter i genomsnitt mellan 30 och 64 gånger per år, och män gråter mellan 6 och 17 gånger per år. Män tenderar att gråta mellan två och fyra minuter, och kvinnor gråter genomsnittligen i sex minuter. Gråten övergår till snyftande för kvinnor i 65% av fallen, jämfört med bara 6% för män. Fram till tonåren återfanns dock ingen skillnad mellan könen.

##### Onani
95% av män och 71% av kvinnor i åldern 16-44 uppgav sig ha onanerat någon gång i sitt liv i en brittisk undersökning från 2007. 53% av männen och 18% av kvinnorna rapporterade att de hade onanerat under de föregående sju dagarna. Undersökningen visar en liten ökning bland kvinnor sedan äldre undersökningar.

#### Mental hälsa
Pojkar uppvisar oftare uppförandestörningar än flickor, och vuxna män oftare antisocial personlighetsstörning och substansmissbruk än kvinnor. Utvecklingsstörning är vanligare bland män. Ett exempel på orsak är att den vanligaste ärftliga orsaken till utvecklingsstörning är fragil X-syndromet, som ligger i X-kromosomen, och kvinnor behöver därmed få anlaget både från sin far och sin mor för att utveckla syndromet, medan män bara behöver ärva det från sin mor.
Affektiva störningar (humörsvängningar), ångeststörningar och ätstörningar är vanligare bland kvinnor. En förklaring är att män oftare externaliserar stress medan kvinnor internaliserar den. Dessa könsskillnader kan i viss grad variera mellan kulturer.
Kvinnor är mer benägna än män till unipolär depression, medan båda könen har likvärdig risk att utveckla bipolär sjukdom. Sannolikheten att en kvinna ska utveckla posttraumatiskt stressyndrom efter överfallsvåld har uppmätts till 36 % jämfört med 6 % för män, och tillståndet varar även längre hos kvinnor.
Män utvecklar patologiskt spelberoende en faktor 2 gånger så ofta som kvinnor. Bland en grupp personer som utvecklat spelberoende var drogproblem vanligare bland män och männen spelade längre, främst strategiska spel (blackjack, poker), medan kvinnor oftare ägnade sig åt spel av ickestrategisk karaktär (bingo, spelautomater).

#### Brott och kön
Av alla personer som misstänktes för brott i Sverige år 2007 var 80 procent män och 20 procent kvinnor, vilket motsvarar förhållandet 4:1. Det vill säga männen löper fyra gånger (3,5 gånger år 2001) högre risk att misstänkas och lagföras för brott i förhållande till kvinnors risk. Mäns överrepresentation är ännu större vad gäller grov kriminalitet, och utgör över 90 procent av gärningspersonerna. I USA är 99 % av de personer som fälts för våldtäkt män och endast 1 % kvinnor. Män drabbas oftare av våldsbrott än kvinnor.
Skillnader i kriminalitet kan bland annat förklaras med skillnader i aggression, som förorsakas av skillnader i testosteronnivåer. Flera evolutionspsykologiska förklaringar har föreslagits till vissa mäns fysiska aggressivitet och förhöjda riskbenägenhet. Hanar har under människans evolution kunnat öka sin reproduktiva framgång genom polygami och våldtäkter,  och genom att fysiskt ta strid med konkurrerande hanar. Om en mor dog till följd av risktagande och fysisk strid kunde detta få allvarligare konsekvenser för ett barns överlevnad än om fadern dog eftersom det finns en tendens till ökade föräldrainvesteringar och vård av barn bland honor än hanar. Honors omvårdnad av barn har också inneburit svårigheter att lämna dem för att antingen kämpa eller fly. Kvinnor kan därmed undvika direkt fysisk aggressivitet och istället använda strategier som "avslutande av vänskap, skvaller, utfrysning och stigmatisering".

#### Intelligensprofil
De statistiska könsskillnader i olika aspekter av intelligens som kan observeras kan dels förklaras med biologiska könsskillnader i hormoner och hjärnstruktur, dels med social inlärning och socialt kön. Kön har en liten — men statistiskt signifikant — betydelse för en persons medfödda begåvningsprofil i jämförelse med individuella skillnader. De individuella skillnaderna beror i sin tur på skillnader i genetiska arvsanlag som erhållits av föräldrarna och miljöförhållanden i livmodern under fosterutvecklingen, födelsevikt, skallskador och syrebrist vid förlossningen, samt skillnader i näringsriktig kost, sömn, infektionssjukdomar och stimulans under de tidiga uppväxtåren.
De statistiska könskillnaderna består i små men mätbara genomsnittliga skillnader mellan kvinnors och mäns mentala förmågor på vissa områden, men framför allt i större variation mellan män än mellan kvinnor. Mäns större varians i IQ innebär att det finns fler extremt hög- och lågpresterande bland män än bland kvinnor vad gäller vissa förmågor. Antalet förståndshandikappade män (med IQ under 70) är 3,6 gånger fler än bland kvinnor, vilket har tolkats som att gener som kodar för förståndshandikapp och intelligens ofta tillhör X-kromosomen (vilken pojkar ärver av modern). Mäns större varians kan också bidra till att förklara att det är 3 till 4 gånger fler pojkar än flickor som får mer än 700 poäng på SAT math test (den amerikanska motsvarigheten till nationella prov i matematik på collegenivå), en könsskillnad som dock var betydligt större förr men har minskat under åren till följd av att kvinnor oftare väljer att läsa matematikkurser.
Den kognitiva förmåga där den genomsnittliga skillnaden är störst är lokalsinne utan riktmärke, exempelvis att hitta i en skog eller en labyrint (effektstorlek 0,8 till männens fördel), medan skillnader inte påvisats för lokalsinne med riktmärke, exempelvis att hitta i en stad. Ett annat område är förmågan att visualisera tredimensionella föremål från olika håll (0,56 till männens fördel). Andra områden är verbal förmåga, dock ej ordkunskap, (0,33 till kvinnors fördel), förmågan att känna igen ansikten, främst kvinnoansikten (0,30 till kvinnors fördel), samt episodiskt minne det vill säga händelseminne (0,25 till kvinnors fördel). Kvinnor är något bättre på att minnas och upprepa ordsekvenser, vilket beror på att de organiserar ord efter meningsinnehåll medan män minns orden i den ordning som de läses upp.  Skillnaderna är emellertid små jämfört med de anatomiska skillnaderna. Som jämförelse kan nämnas att män är längre än kvinnor med avsevärt större effektstorlek - på 1,56. Vissa skillnader är kulturellt betingade. I länder med hög grad av jämställdhet är kvinnors och mäns genomsnittliga matematiska förmåga nästan identisk, med undantag för geometri.
IQ-tester följer vanligen standarder som Wechsler Adult Intelligence Scale (WAIS), och är därmed konstruerade så att uppgiftstyper som gynnar män respektive kvinnor ska balansera ut varandra, för att det inte ska finnas några genomsnittliga könsskillnader sett över alla åldrar. Skillnader kan emellertid finnas vid specifika åldrar. Richard Lynn menar i en rad studier att flickors intelligens utvecklas något tidigare än pojkars, på liknande sätt som att deras fysiologi och hjärnstorlek utvecklas tidigare för att honor under människans utvecklingshistoria ofta har blivit föräldrar tidigare än hanar och behöver vara redo för detta. Enligt en av hans studier har flickor i åldern 9 till 12 år en genomsnittlig fördel på cirka 1 IQ-poäng i fråga om abstrakta (icke-verbala) resonemang. Vid en ålder av 16 år passeras flickorna i genomsnitt av pojkarna, och vuxna män har en genomsnittlig fördel på 2,4 IQ-poäng. Skillnaderna är mindre vid andra studier, och i en nyare studie av James R. Flynn och Rossi-Case hävdas istället att kvinnor och män har liknande genomsnittlig generell intelligens, såväl barn och vuxna. Studier av köns- och åldersskillnader i IQ ger ofta motsägelsefulla resultat eftersom de kräver mycket stora och goda stickprov av populationen för att ge tillförlitligt resultat, eftersom de är beroende av testets utformning och eftersom genomsnittligt IQ i en population inte är oföränderlig utan ökar med tiden enligt Flynneffekten.

#### Religiositet
Det är vanligare att kvinnor är religiöst troende och ber dagligen än män, globalt. I västerländska samhällen präglade av kristendom deltar kvinnor dessutom oftare i religiösa sammankomster än män och anser att religion är viktigt, sedan lång tid tillbaka och oavsett hur man mäter, medan dessa könsskillnader inte återfinnes konsistent exempelvis inom islam och ortodox judendom.

### Genus
Genus (engelska gender) eller socialt kön är begrepp som används för att försöka förklara vad som formar mannens och kvinnans sociala beteende. Med könsidentitet avses vanligen kärnan i en persons psykologiska kön, personens självupplevda kön, sett ur ett psykologiskt, medicinskt och identitetspolitiskt hänseende. Från 1900-talet har bland annat genusforskning försökt avskilja aspekter av människans kön som inte har biologiska orsaker, men bygger på socialkonstruktivism.